# Invokation
Invokation (lat. invocatio „Hineinrufung“) ist eine Technik der Magie. Der Ausführende glaubt, ein Geistwesen herbeirufen zu können. Invoziert im engeren Sinne bedeutet hier das Hinein-Rufen (lat. in-vocare) in den Körper und die Psyche des Magieanwenders. Der Gegenbegriff zur Invokation ist die Evokation, wobei das Geistwesen als außerhalb der Person zu beschwören gedacht wird.
Religionsphänomenologisch bezeichnet die Invokation die Anrufung einer höheren Macht. Invokation ist eine Glaubensannahme, aus wissenschaftlicher Sicht wird davon ausgegangen, dass die herbeigerufenen Wesen nicht real sind, sondern lediglich in der Vorstellung des „Magiers“ existieren.

## Okkult-magische Praxis
Invokation muss allerdings nicht zwingend die vorgestellte Hineinrufung in den Körper des Praktizierenden bedeuten. Während bei der Evokation oftmals ein schützender „Bannkreis“ (z. B. aus Kreide) gezogen wird, wird bei der Invokation zum Betreten des Kreises eingeladen.
Gemäß der okkultistischen Theorie soll nur eine Hineinrufung von Wesen stattfinden, die dem Magier wohlgesinnt sind. Die Invokation kann von einfachen Formen, wie der Konzentration auf eine Visualisation oder ein Gebet zu dem entsprechenden Geistwesen, bis zu höheren Formen, wie der Annahme von Gottformen, bei der komplexe Mentaltechniken benutzt werden, um ein göttliches Wesen zu invozieren, reichen. Solche Praktiken schließen auch die Vorstellung ein, sich mit diesen göttlichen Manifestationen zu vereinigen und selbst zu einem solchen Wesen zu werden.
Die komplexeren Techniken, die die Anhänger der Invokation verwenden, beinhalten eine Beschäftigung mit den Symbolen und Attributen des zu invozierenden Wesens, die intellektuell-mentale Durchdringung der Symbole und Attribute, den Aufbau eines klaren visuell-mentalen Bildes und die emotionale und intellektuelle vollständige Identifikation mit dem zu invozierenden Wesen. Es werden Techniken der Ritualmagie benutzt.